# Aterigena
Genre
Aterigena est un genre d'araignées aranéomorphes de la famille des Agelenidae.

## Distribution
Les espèces de ce genre se rencontrent en Italie, en France et en Chine.

## Liste des espèces
Selon World Spider Catalog (version 17.0, 31/05/2016) :
- Aterigena aculeata (Wang, 1992)
- Aterigena aliquoi (Brignoli, 1971)
- Aterigena aspromontensis Bolzern, Hänggi & Burckhardt, 2010
- Aterigena ligurica (Simon, 1916)
- Aterigena soriculata (Simon, 1873)

## Publication originale
- Bolzern, Hänggi & Burckhardt, 2010 : Aterigena, a new genus of funnel-web spider, shedding some light on the Tegenaria-Malthonica problem (Araneae: Agelenidae). Journal of Arachnology, vol. 38, no 2, p. 162-182 (texte intégral).